# Batutulis (Bogor Selatan)
Batutulis is een plaats in het bestuurlijke gebied Kota Bogor in de Indonesische provincie West-Java. Het dorp telt 10.301 inwoners (volkstelling 2010).
De plaats heeft ook een treinstation, station Batutulis.